# 산덴 교통

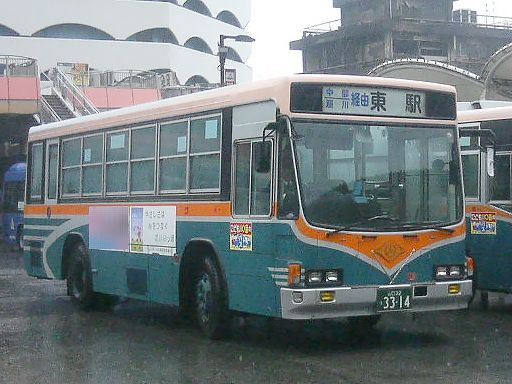
산덴 교통 소속 노선버스 차량. 이스즈의 KC-LT233J로 되어 있다.

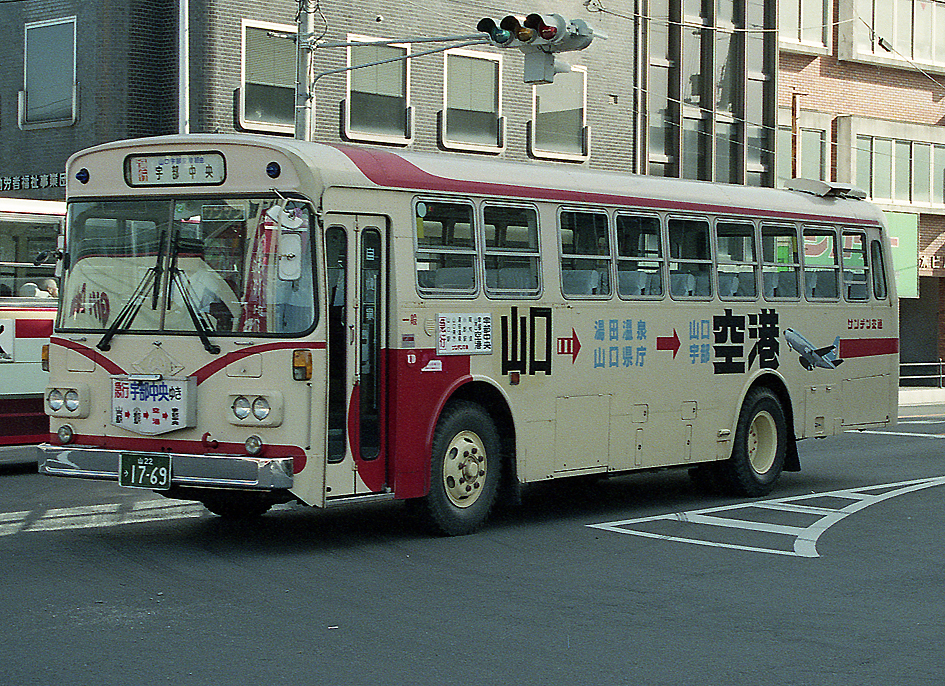
산덴 교통 야마구치 급행버스 도색 차량 (1988년)

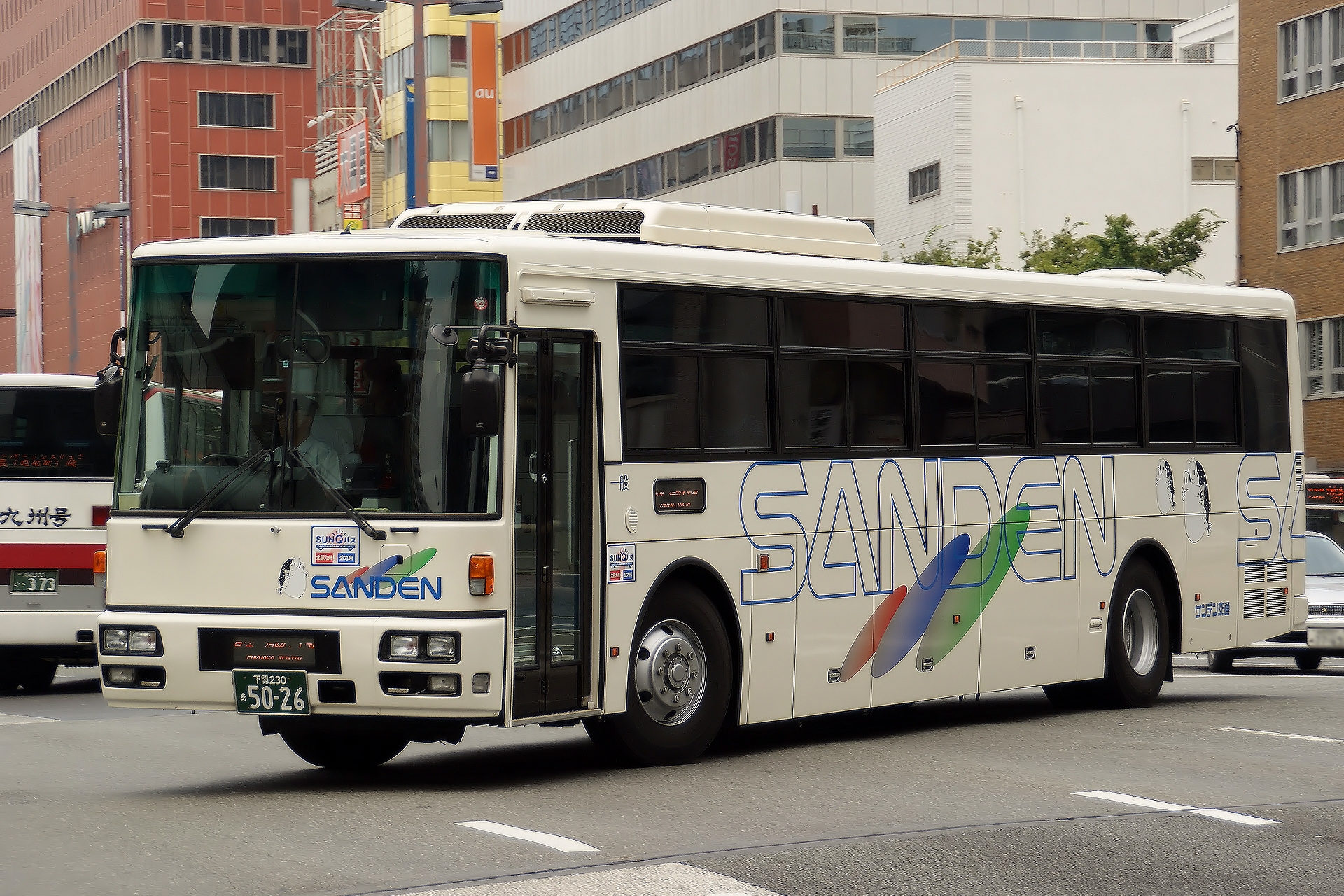
후쿠후쿠덴진호 (산덴 교통 소속 차량)

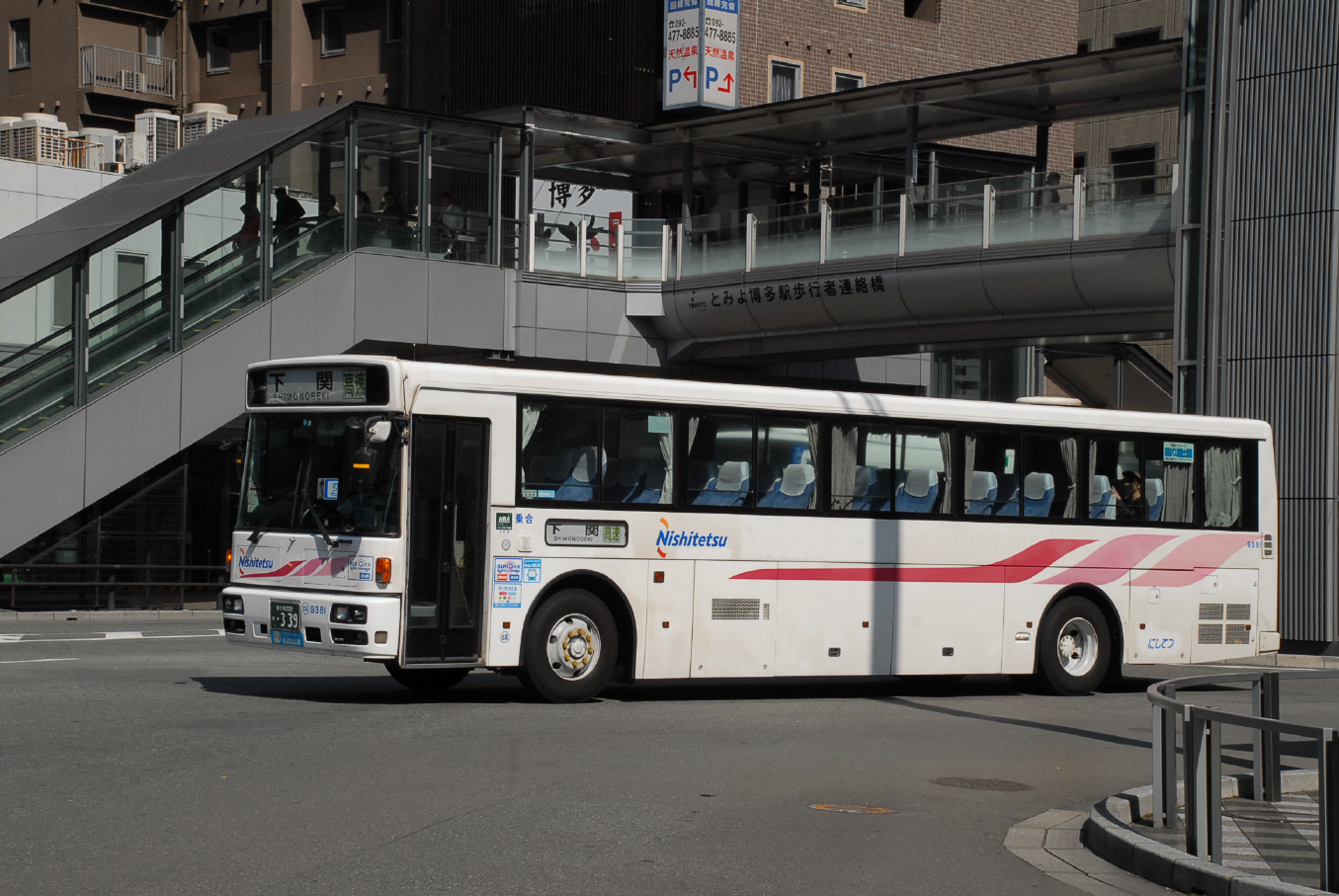
서일본 철도가 담당하게 되는 차량

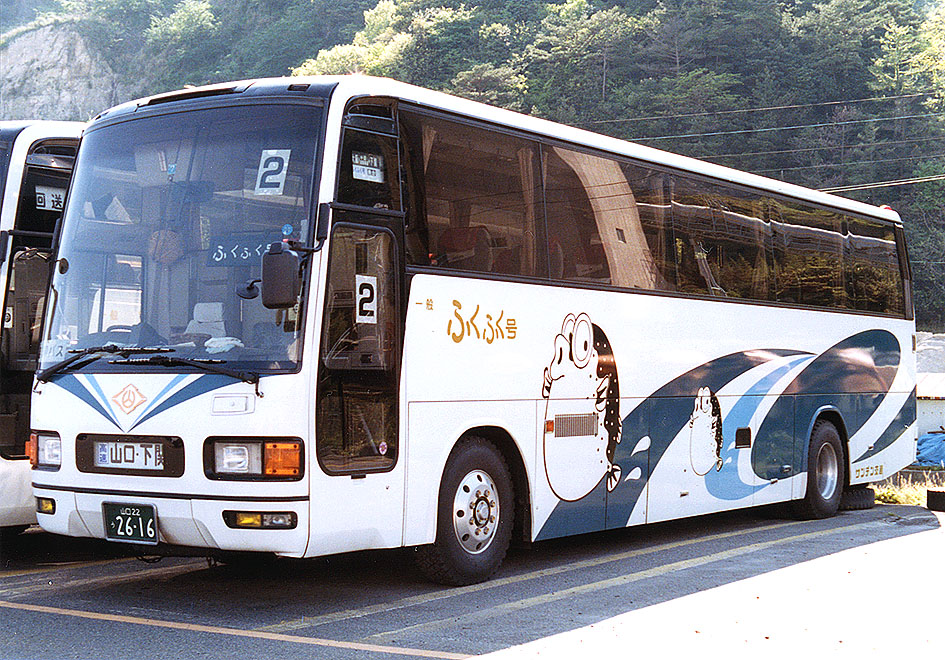
후쿠후쿠호 최초 차량 (산덴 교통)

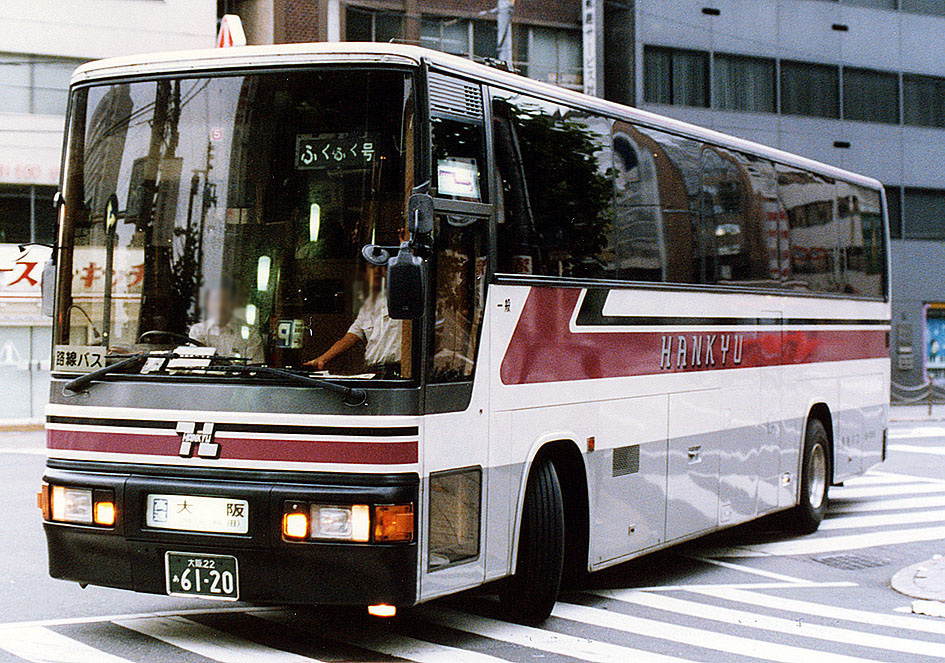
후쿠후쿠호 (한큐 버스)

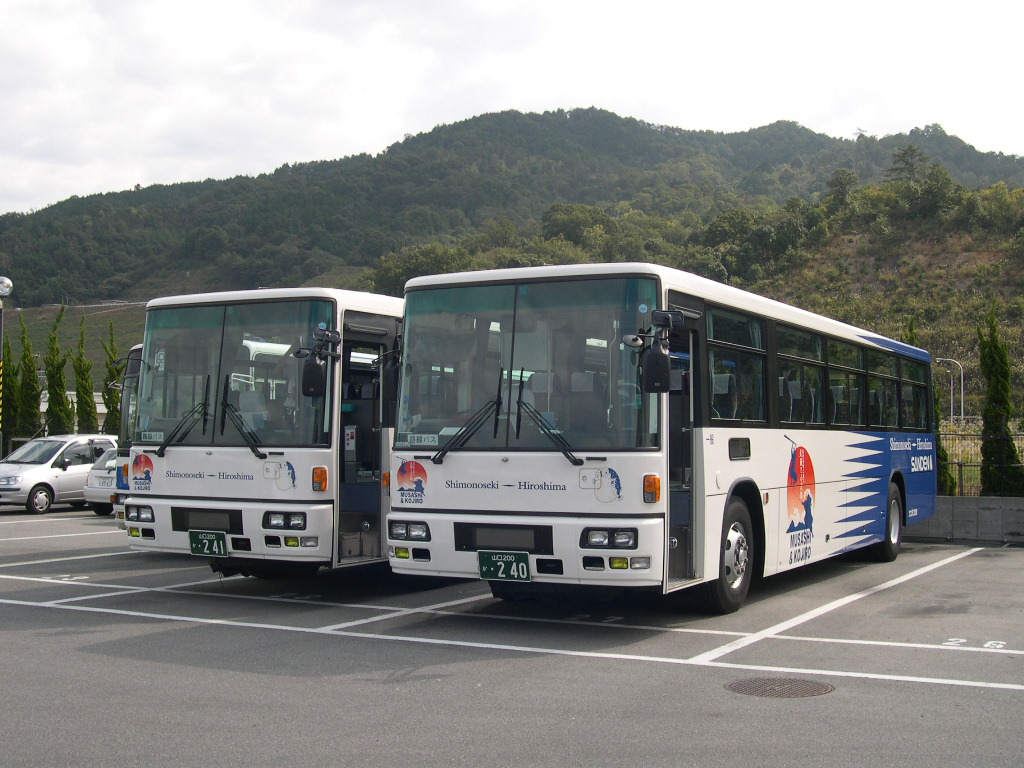
예전에 시모노세키와 히로시마를 오가는 고속버스 차량 (히로시마 선)

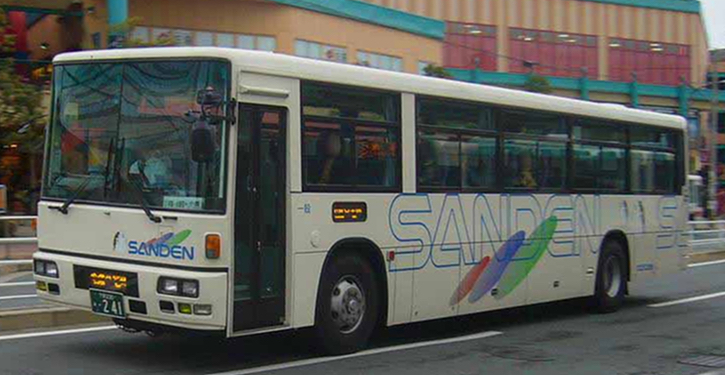
우베·오노다 - 고쿠라 선 (산덴 교통 소속)

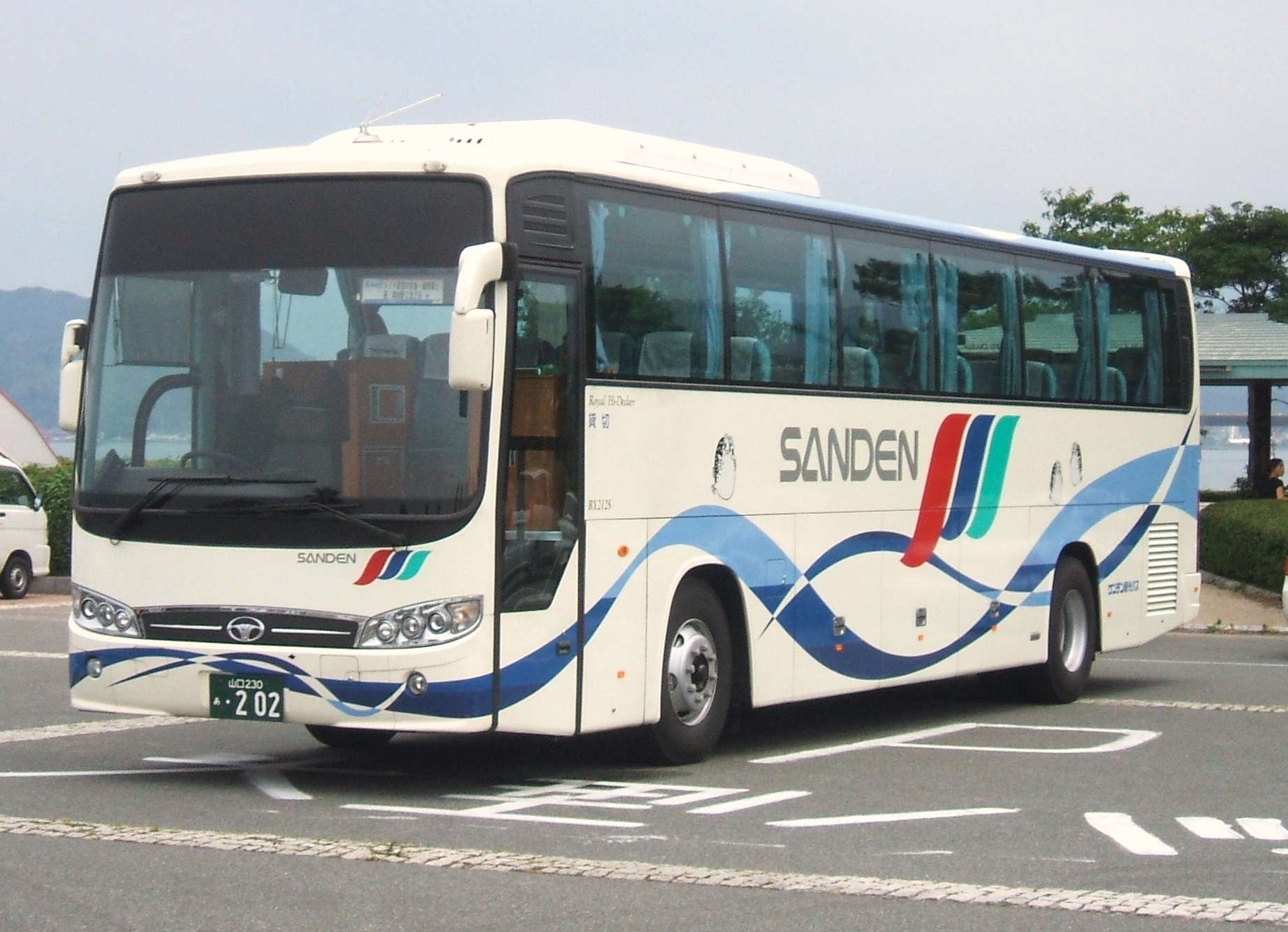
산덴 관광버스가 예전에 운행하였던 자일대우 BX 차종

산덴 교통(일본어: サンデン交通 산덴 고쓰[*])은 야마구치현 시모노세키시를 본거지로 하는 버스 운수 업체이다. 다만, 호칭상 산덴 버스(일본어: サンデンバス)는 야마구치현 서부 일대를 중심으로 노선버스를 운행하고 있는 버스 운송사업자로 등록되어 있다. 계열사로는 산덴 관광버스와 블루라인 교통이 있다. 1924년 9월 27일 산요 전기궤도가 설립됨에 따라 산덴 교통도 같이 설립한 것이 시초이다. 또한 대한민국의 자일대우버스로부터 자일대우 BX 기종의 우핸들 사양을 수입하여 산덴 관광버스를 통해 운행된 적이 있었다.

## 각 영업소 소재지
- 신시모노세키(일본어판) 영업소 : 야마구치현 시모노세키시 大字形山字大畠71
- 히코 영업소 : 야마구치현 시모노세키시 히코시마 시오하마초 1초메 5-8
- 기타우라 영업소 : 야마구치현 시모노세키시 요코노초 1초메 17-18
- 오즈키(일본어판) 영업소 : 야마구치현 시모노세키시 오키(일본어판) 혼초 4초메 5-1
- 나가토 분소 : 야마구치현 나가토시 센자키 오토마리 2710-1

다만, 나가토 분소는 오미섬 안에 위치하고 있으며, 이전에는 아키요시토 근처에는 아키요시 분소가 있었고, 야마구치 역의 근처에는 야마구치 영업소랑 산덴 교통 본사 측에 히가시에키 영업소가 있었으며, 아키요시 분소는 어쩔 수 없이 폐쇄되었고, 야마구치 영업소는 야마구치 산덴을 거쳐 산덴 관광버스 야마구치 영업소를, 히가시에키 영업소도 역시 산덴 관광버스로 간판을 바꾸었다.

## 주요 터미널
- 시모노세키역
- 가라토(일본어판, 중국어판)
- 히가시에키(일본어판)
- 야마노타(일본어판)
- 신시모노세키역
- 조후(일본어판)
- 오즈키역
- 오노다역
- 우베신카와역
- 우베추오 버스 정류장
- 미네역
- 나가토시역

## 노선
주요 노선으로는 야마구치시에서 후쿠오카시까지 니시테쓰 고속버스와 공동 운행하는 것이 있고, 특성상 후쿠후쿠호와 후쿠후쿠덴진호를 운행하기도 하였다. 다른 고속버스 노선으로는 야마구치 우베 공항선도 운행되며, 또한 과거에는 오사카, 도쿄, 히로시마, 고쿠라, 야마구치행 고속버스를 운행하였지만 이들 모두 노선이 전부 폐지되었고, 노선 버스도 역시 지역간 운행 노선도 다수 보유하고 있다. 자세한 사항은 ja:サンデン交通#路線 참조.

## 주요 차량
일본 내 자동차 제조 업체 4사의 메이커를 모두 사용한다. 사용하는 차량으로는 히노 자동차, 미쓰비시후소트럭 버스, UD트럭, 이스즈 자동차의 차종을 전부 사용하며, 차량들은 소형, 중형, 준대형, 대형 등 여러 배리에이션으로 구성되어 있고, 2005년에는 한국산 버스 차종인 자일대우 BX 차량을 대한민국의 자일대우버스로부터 수입, 관광버스로 운행하였지만 2005년 당시 일본 당국의 발표에 의한 배출가스 규제 상한선이 기존의 유로3에서 유로4로 상향 조정되면서 2006년부터 수입이 중단된 바 있었으며, 대우버스와 산덴의 경우 한국의 KD운송그룹과 달리 직접적인 자본 관계가 없어 주시모노세키 대한민국 명예 총영사의 지원을 맡은 바 있다.

## 계열사
버스 부문
- 블루라인 교통(일본어판)
- 산덴 관광버스(일본어판)
- 후나기 철도(일본어판)

기타 운수 부문
- 시모노세키 산덴 택시
- 우베 산덴 택시
- 나가토 산덴 택시

서비스업 부문
- 야마구치 합동 가스(일본어판) - 일반 가스 사업자. 양측 간의 자본 관계는 없으며, 경영자가 친척으로 구성되어 있어 친인척 회사이기도 하다.[F]